# Saison 2 du Disney Parade
Chronologie
Saison 1 Saison 3
Voici le détail de la seconde saison de l'émission Disney Parade diffusée sur TF1 du 3 septembre 1989 au 26 août 1990.

## Animateurs et Fiche technique

### Les Animateurs
Tout au long de son existence l’émission a eu de manière quasi-ininterrompue deux animateurs. Ce tandem fille/garçon reposait au cours de cette saison sur :
- Jean-Pierre Foucault
- Anne (à partir du 7 janvier 1990)

### Fiche de l'émission
- Réalisation : Laurent Villevielle
- Production : Gérard Louvin
- Société de production : Buena Vista Television

## Courts-métrages classiques diffusés
- Mickey Mouse
- Donald Duck
- Dingo
- Donald & Dingo
- Pluto
- Tic et Tac
- Silly Symphonies

### Liste des courts-métrages classiques
Les dessins animés de l’émission étaient annoncés dans la rubrique Télé Disney du Journal de Mickey.
Voici une liste non exhaustive de ces derniers :
- Ferdinand le taureau (émission du dimanche 7 janvier 1990)[1]
- Papa est de sortie (émission du dimanche 18 mars 1990)[2]
- Chasseur d'autographes (émission du dimanche 25 mars 1990)[3]
- Dingo professeur (émission du dimanche 1er avril 1990)[4]
- La Remorque de Mickey (émission du dimanche 8 avril 1990)[5]
- Donald garde-champêtre (émission du dimanche 15 avril 1990)[6]
- Défense de fumer (émission du dimanche 22 avril 1990)[7]
- Donald forgeron (émission du dimanche 29 avril 1990)[8]
- À travers le miroir (émission du dimanche 6 mai 1990)[9]
- Donald forestier (émission du dimanche 13 mai 1990)[10]
- Pluto et le rat des champs (émission du dimanche 20 mai 1990)[11]
- (pas d'émission le dimanche 27 mai 1990)[12]
- Donald et les Abeilles (émission du dimanche 3 juin 1990)[13]
- Nettoyeurs de carreaux (émission du dimanche 10 juin 1990)[14]
- Le Perroquet de Mickey (émission du dimanche 17 juin 1990)[15]
- Donald crève (émission du dimanche 24 juin 1990)[16]
- L'Anniversaire de Mickey (émission du dimanche 1er juillet 1990)[17]
- Le rêve de Donald (émission du dimanche 8 juillet 1990)[18]
- Dingo et Dolorès (émission du dimanche 15 juillet 1990)[19]
- Donald bûcheron (émission du dimanche 22 juillet 1990)[20]
- Comment être un marin (émission du dimanche 29 juillet 1990)[21]
- Donald amoureux (émission du dimanche 5 août 1990)[22]
- Le Vieux Moulin (émission du dimanche 12 août 1990)[23]
- Lambert le lion peureux (émission du dimanche 19 août 1990)[24]
- Le vilain petit canard (émission du dimanche 26 août 1990)[25]

## Le Monde Merveilleux de Walt Disney et les séries
Le contenu du Monde merveilleux de Walt Disney était annoncé dans la rubrique Télé Disney du Journal de Mickey.
Voici une liste non exhaustive de ces derniers :

### Programmation
| Date                       | Le Monde Merveilleux de Walt Disney                                                       | Séries                                                    |                               |
| -------------------------- | ----------------------------------------------------------------------------------------- | --------------------------------------------------------- | ----------------------------- |
| dimanche 3 septembre 1989  | Le monstre de la baie aux fraises, première partie                                        |                                                           |                               |
| dimanche 10 septembre 1989 |                                                                                           |                                                           |                               |
| dimanche 17 septembre 1989 |                                                                                           |                                                           |                               |
| dimanche 24 septembre 1989 |                                                                                           |                                                           |                               |
| dimanche 1er octobre 1989  |                                                                                           |                                                           |                               |
| dimanche 8 octobre 1989    |                                                                                           |                                                           |                               |
| dimanche 15 octobre 1989   |                                                                                           |                                                           |                               |
| dimanche 22 octobre 1989   |                                                                                           |                                                           |                               |
| dimanche 29 octobre 1989   |                                                                                           |                                                           |                               |
| dimanche 5 novembre 1989   |                                                                                           |                                                           |                               |
| dimanche 12 novembre 1989  |                                                                                           |                                                           |                               |
| dimanche 19 novembre 1989  |                                                                                           |                                                           |                               |
| dimanche 26 novembre 1989  | Jack le Montagnard                                                                        |                                                           |                               |
| dimanche 3 décembre 1989   | Le gang des justiciers                                                                    |                                                           |                               |
| dimanche 10 décembre 1989  |                                                                                           |                                                           |                               |
| dimanche 17 décembre 1989  |                                                                                           |                                                           |                               |
| dimanche 24 décembre 1989  |                                                                                           |                                                           |                               |
| dimanche 31 décembre 1989  |                                                                                           |                                                           |                               |
| dimanche 7 janvier 1990    |                                                                                           |                                                           |                               |
| dimanche 14 janvier 1990   |                                                                                           |                                                           |                               |
| dimanche 21 janvier 1990   |                                                                                           | 'Donald Duck, vedette de télévision                       |                               |
| dimanche 28 janvier 1990   |                                                                                           |                                                           |                               |
| dimanche 4 février 1990    |                                                                                           | Un ange en basket, un épisode                             |                               |
| dimanche 11 février 1990   |                                                                                           | Un ange en basket, un épisode                             |                               |
| dimanche 18 février 1990   |                                                                                           | Un ange en basket, un épisode                             |                               |
| dimanche 25 février 1990   |                                                                                           | Un ange en basket, un épisode                             |                               |
| dimanche 4 mars 1990       | Le gang des justiciers: L'Arme secrète                                                    | Un ange en basket, un épisode                             |                               |
| dimanche 11 mars 1990      |                                                                                           | Un ange en basket, un épisode                             |                               |
| dimanche 18 mars 1990      | 40 minutes de compilation sur les sports pratiqués dans les dessins animés de Walt Disney | Un ange en basket, un épisode                             |                               |
| dimanche 25 mars 1990      | Le ciel de grand-père ou Le ciel est la limite                                            | Un ange en basket, un épisode, première partie            | Un ange en basket, un épisode |
| dimanche 1er avril 1990    | Le ciel de grand-père, deuxième partie                                                    | Un ange en basket, un épisode                             |                               |
| dimanche 8 avril 1990      | Sultan et le chanteur pop                                                                 | Un ange en basket, un épisode                             |                               |
| dimanche 15 avril 1990     | Walt Disney explique comment donner vie à des objets                                      | Un ange en basket épisode La vérité blesse                |                               |
| dimanche 22 avril 1990     | Le secret de la mine abandonnée                                                           | Un ange en basket, épisode Une nuit dehors                |                               |
| dimanche 29 avril 1990     | Chien malgré lui, première partie                                                         | Un ange en basket, un épisode                             |                               |
| dimanche 6 mai 1990        | Chien malgré lui, seconde partie                                                          | Un ange en basket, épisode Nuage 9                        |                               |
| dimanche 13 mai 1990       | Quatre personnages fantastiques                                                           | Un ange en basket, un épisode                             |                               |
| dimanche 20 mai 1990       | Ma ville                                                                                  | L'ange revient, épisode Ce n'est pas un ange              |                               |
| dimanche 27 mai 1990       | (pas d'émission)                                                                          | (pas d'émission)                                          |                               |
| dimanche 3 juin 1990       | L'ami invisible                                                                           | L'ange revient, épisode Le permis de conduire             |                               |
| dimanche 10 juin 1990      | Joyeux anniversaire Donald                                                                | L'ange revient, épisode L'échec                           |                               |
| dimanche 17 juin 1990      | S.V.P. Enfants, première partie                                                           | L'ange revient, épisode La leçon de bowling               |                               |
| dimanche 24 juin 1990      | S.V.P. Enfants, seconde partie                                                            | L'ange revient, épisode Oh les garçons                    |                               |
| dimanche 1erjuillet 1990   | La lutte pour la vie                                                                      | L'ange revient, épisode On ne va pas se laisser faire     |                               |
| dimanche 8 juillet 1990    | Le mystère du château de Dracula, première partie                                         | L'ange revient, épisode Au bord du désespoir              |                               |
| dimanche 15 juillet 1990   | Le mystère du château de Dracula, seconde partie                                          | L'ange revient, épisode Je n'ai pas besoin d'ange-gardien |                               |
| dimanche 22 juillet 1990   | La fille de Donovan, première partie                                                      | L'ange revient, épisode Jamais dire jamais                |                               |
| dimanche 29 juillet 1990   | La fille de Donovan, seconde partie                                                       | L'ange revient, épisode Je vais perdre tous mes amies     |                               |
| dimanche 5 aout 1990       | Les aventures de Ringo, le raton le laveur                                                | L'ange revient, épisode Le bon vieux temps                |                               |
| dimanche 12 aout 1990      | Casse-cou, première partie                                                                | L'ange revient, épisode Les rêves se réalisent            |                               |
| dimanche 19 aout 1990      | Casse-cou, seconde partie                                                                 | Balle de match, épisode Bienvenue à Matche Point          |                               |
| dimanche 26 aout 1990      | L'aventure des gorges de Satan                                                            | Balle de match, épisode Dans le feu de l'action           |                               |

### Séries diffusées
- Un ange en basket: du dimanche 4 février 1990 au dimanche 13 mai 1990.
- L'ange revient: du dimanche 20 mai 1990 au dimanche 12 août 1990.
- Balle de match: du dimanche 19 août 1990 au dimanche 26 août 1990.